# 舊宜蘭菸酒賣捌所
舊宜蘭菸酒賣捌所，位於臺灣宜蘭縣宜蘭市，在1930年代到1940年代做為菸草批發銷售處，後為公務員宿舍，今列縣定古蹟，以餐廳作活化。

## 使用

### 菸酒賣捌所
賣捌所（日语：／ urisabakishō）是臺灣日治時代菸草專賣事業所指定的私人批發營業所，所謂「賣捌）」意思是大盤承銷。賣捌人通常是日本退休官員，如曾任宜蘭街長的小島仁三郎是從1934年7月開始擔當。
賣捌所會隨賣捌人不同而有不同處，如宜蘭的菸酒賣捌所就有宜蘭街坤門、宜蘭街巽門等。1940年7月1日，小島仁三郎將經營的賣捌所從宜蘭座對街的宜蘭街巽門21番地遷來宜蘭街壯一段地號79番地的今址。該地是小島仁三郎在1937年11月30日由中野勝藏買下，推估為1937年到1938年建屋。
小島仁三郎以此處二層木造宿舍的10坪作營業應接室、事務室，及屋後設置20坪的煙草荷造場、12坪大的磚造煙草倉庫，其餘空間為住所。老里長張耀璋回憶，此處宜蘭市的熱鬧商圈，逢年過節前，經常有零售商到這裡大排長龍，等著配購菸酒。

### 公務員宿舍
戰後，臺灣省政府財政廳接收小島仁三郎的賣捌所作為台灣省水利局宜蘭工程處主管宿舍使用，起初是工務課長、處長各住一層，以林兆麟住最久。林兆麟在1958年9月作工務課長時作住在樓下，樓上是第二任處長陳松吉居住到1971年1月。後來1971年1月到1974年2月，全棟為第三任的江南樹處長居住。林兆麟任於1974年2月第四任處長後，就再度入住直到1998年。
這段期間，煙草倉儲區在1959年賣給民眾黃松義，現已改建為住宅。後側的井、防空洞則已被埋掉。

### 獲得保存
1998年之財政部國有財產局接管後，建物內的除地板、室內夾板門、左右側浴廚有更動外，大抵保持原先格局、風貌。國產局曾經以新台幣2000多萬元進行標售，流標。2003年6月12日，宜蘭縣政府指定為縣定古蹟。2005年5月8日，縣政府透過都市計畫程序，把面積78.65坪的建物土地從商業區土地變更為保存區，以減小拍賣時買方標下意願，引起國有財產局宜蘭分處抱怨土地利用價值大減。之後2006年，宜蘭縣政府文化局獲撥用取得管理權。
2008年6月，縣政府獲文建會補助新台幣1300萬元。對庭園木格、外牆雨淋板、封簷板、雨庇作整修工作。

### 文藝活化
2009年9月3日，縣長呂國華前往了解修復進度時，文化局長呂春山表示將以年租20幾萬元委外經營，三年為一期，視營運績效得延長一次。
先由這牆音樂藝文展演空間經營咖啡館，周末有獨立樂團表演。2017年7月1日，由相知國際委由絲襪小姐樂團主唱小龜經營有機料理。2019年4月歇業，9月重新開幕後僅以週末營業為主。2020年，小龜自行成立的鹿村工作室取得經營權。2022年3月26日，改由思高本事有限公司經營文化沙龍。

## 外部連結
- 舊宜蘭菸酒賣捌所的Facebook專頁